# Vladimirs Durdins
Vladimirs Durdins, noto anche con la traslitterazione dal russo come Vladimir Durdin (Omsk, 26 aprile 1956 – Riga, 27 maggio 1990), è stato un hockeista su ghiaccio sovietico.
Ha raccolto 590 presenze nel campionato sovietico di hockey su ghiaccio, tutte con la maglia della Dinamo Riga. Nel 1989 si era trasferito all'Ässät, nella seconda serie finlandese, con cui vinse il campionato, ottenendo la promozione ed il rinnovo per la stagione successiva. Nel viaggio di ritorno verso Riga dopo il termine della stagione, ebbe un incidente d'auto, morendo sul colpo.
Il figlio Sergejs Durdins è stato a sua volta un giocatore di hockey su ghiaccio professionista.